# Engesa EE-9 Cascavel
Энжеса EE-9 Каскавел (порт. Engesa EE-9 Cascavel; cascavel — гремучая змея) — бразильская колёсная боевая машина пехоты. Разработана бразильской компанией Энжеса (порт. Engesa) и в 1975 году поступила на вооружение бразильской армии.
Машина активно экспортировалась и, кроме Бразилии, состоит или состояла на вооружении в 20 государств Азии, Африки и Латинской Америки. Успеху на мировом рынке способствовала простота и надёжность конструкции ЕЕ-9, а также возможность использования бронемашины не только для бронеразведки, но и непосредственной поддержки собственных войск и борьбы с танками противника.

## Варианты
- Cascavel Mk.I — первая предсерийная модификации бронемашины была оснащена двигателем «Перкинс» (англ. «Perkins») 6357 V и имела механическую трансмиссию «Кларк» (англ. «Clark»). Отсутствовала центральная система регулировки давления воздуха в шинах. Серийно не производилась.[1]
- Cascavel Mk.II — первая серийная модификация имела американскую 37-мм пушку М36, дизельный двигатель «Мерседес-Бенц» (нем. «Mercedes-Benz») OM 352A, мощностью 170 л.с. с механической трансмиссией «Кларк» (англ. «Clark»). Также как и на предыдущей модели отсутствовала центральная система регулировки давления воздуха в шинах. Машины этой модификации производились только для бразильской армии и большинство из них теперь переоснащены бразильской башней ENGESA ET-90 с 90 мм пушкой ENGESA EC-90, образцом для которой послужила бельгийская MECAR.[1]
- Cascavel Mk.III — первая экспортная модификация. Оснащалась дизельным двигателем «Мерседес-Бенц» (нем. «Mercedes-Benz») OM 352A, мощностью 170 л.с. с автоматической трансмиссией «Эллисон Транзмишн» (англ. «Allison Transmission») AT-540 и имела центральную систему регулировки давления воздуха в шинах. На машины этой модификации устанавливалась французская башня Hispano-Suiza H 90 с 90 мм пушкой GIAT Industries CN 90 F1.[1]
- Cascavel Mk.IV — бронемашины этой модификации отличает башня ENGESA ET-90 с 90 мм пушкой ENGESA EC-90, дизельный двигатель «Дитройт Дизиль» (англ. Detroit Diesel) 6V-53, мощностью 212 л. с., автоматическая трансмиссия «Эллисон Транзмишн» (англ. «Allison Transmission») MT-643. На этой модели также устанавливалась центральная система регулировки давления воздуха в шинах. Серийное производство этой модели началось в 1977 году.[1]
- Cascavel Mk.V — оснащается дизельным двигателем (нем. «Mercedes-Benz») OM 352A, мощностью 190 л.с. и имеет автоматическую трансмиссию «Эллисон Транзмишн» (англ. «Allison Transmission») AT-540 или AT-545, дисковые тормоза и центральную систему регулировки давления воздуха в шинах. На бронемашину устанавливается башня ENGESA ET-90.[1]
- Cascavel Mk.VI — отличается от предыдущей модели дизельным двигателем «Мерседес-Бенц» (нем. «Mercedes-Benz») OM 352A, мощностью 190 л.с. при 2800 об./мин.[1]
- Cascavel Mk.VII — от предыдущей модели отличается автоматической трансмиссией «Эллисон Транзмишн» (англ. «Allison Transmission») MT-643.[1]

## Описание конструкции

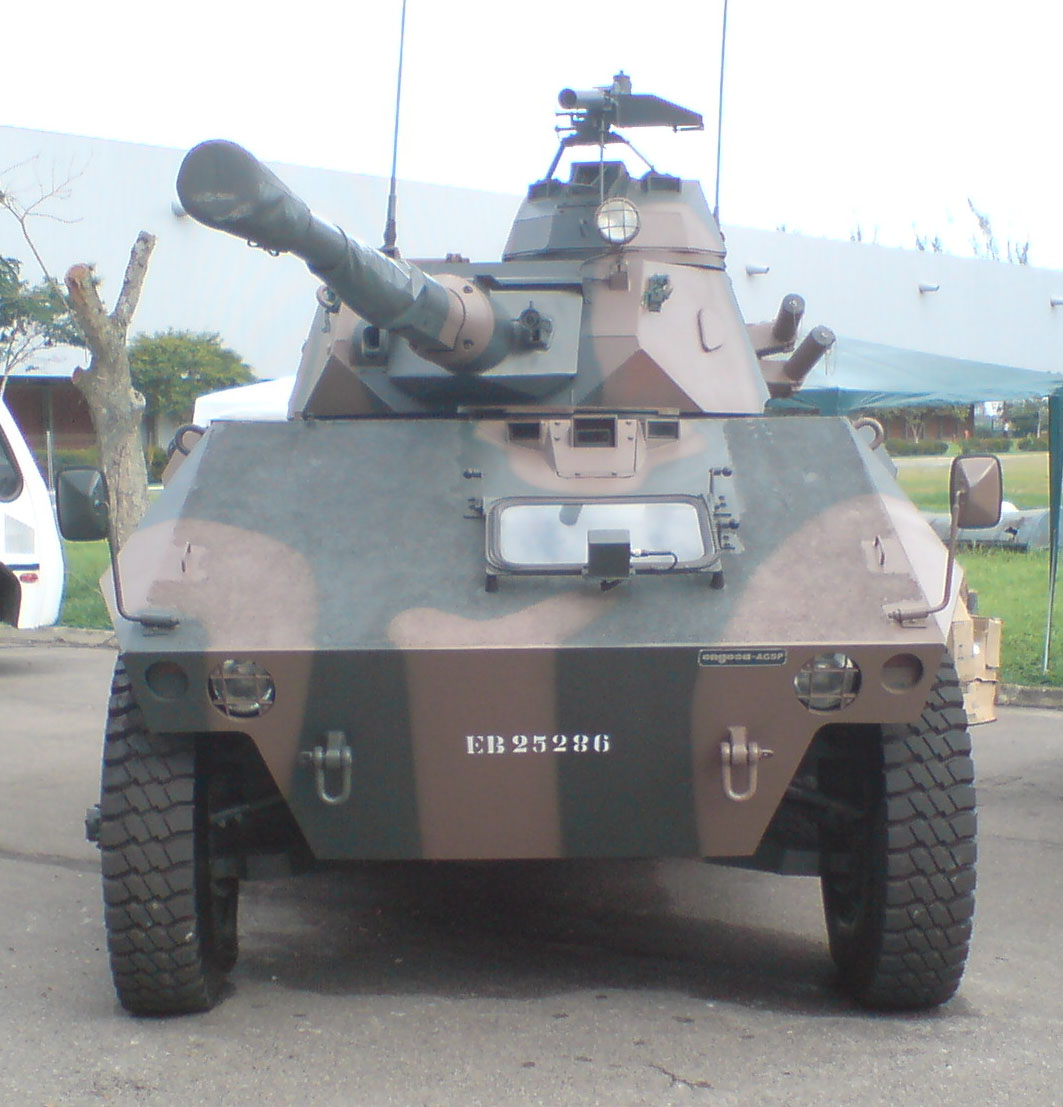
Cascavel Mk.IV бразильской армии

EE-9 имеет отделение управления в лобовой, боевое отделение — в средней и моторно-трансмиссионное отделение — в кормовой части машины. Штатный экипаж EE-9 состоит из трёх человек: командира машины, механика-водителя и оператора-наводчика.

### Броневой корпус и башня
Закрытый броневой корпус и башня ЕЕ-9 собирались из листов многослойной брони при помощи сварки.Такая броня состоит из двух слоев стали: внешний слой более твёрдый, в то время как внутренний слой является менее твёрдым, но более вязким. Бразильские исследования показали, что такая конструкция увеличивает бронезащиту боевых машин и дополнительно защищает экипаж от осколков брони, появляющихся после прямого попадания снаряда противотанковой пушки, управляемой ракеты, или гранатомета. Лобовая броня ЕЕ-9 имеет толщину 16 мм и способна выдерживать попадания пуль крупнокалиберных пулемётов. Остальные части корпуса и башни обеспечивают защиту от пуль стрелкового оружия и осколков артиллерийских снарядов и мин.

### Вооружение
Основное вооружение ЕЕ-9 размещается в двухместной вращающейся бронированной башне, установленной в боевом отделении. EE-9 Mk.II, используемая бразильскими вооруженными силами, оснащена 37-мм пушкой, а экспортная модификация Mk.III имеет башню с 90-мм пушкой. Недавно было начато производство машины EE-9 Mk.IV, которая имеет полуавтоматическую пушку ЕК-90, производимую по лицензии в Бразилии. Пушка перезаряжается вручную. Темп стрельбы составляет 6 выстрелов в минуту. Углы наклона пушки составляют от −8 º до +15 º. Стрельба осуществляется двумя типами снарядов: с бронебойной или осколочно-фугасной боевой частью. Боекомплект пушки состоит из 44 снарядов, 12 из которых находятся в башне, а остальные — в корпусе бронемашины.
Дополнительное вооружение состоит из 7,62-мм пулемёта, установленного в башне, 12,7-мм зенитного пулемёта и пусковых установок дымовых гранат, расположенных с обеих сторон башни.
Осуществлять огонь из пушки могут как командир, так и наводчик. Сиденье командира находится слева от пушки, наводчика — справа. Они оба используют комбинированный перископический прицел дневного и ночного видения, так же командир машины дополнительно может использовать панорамный прицел дневного и ночного видения.
| Модификация               | Cascavel Mk.II | Cascavel Mk.III                | Cascavel Mk.IV     | Cascavel Mk.V      | Cascavel Mk.VI     | Cascavel Mk.VII    |
| ------------------------- | -------------- | ------------------------------ | ------------------ | ------------------ | ------------------ | ------------------ |
| Артиллерийское вооружение | М36 37 мм      | GIAT Industries CN 90 F1 90 мм | ENGESA EC-90 90 мм | ENGESA EC-90 90 мм | ENGESA EC-90 90 мм | ENGESA EC-90 90 мм |

### Средства наблюдения и связи
Наводчик имеет один перископический наблюдательный прибор, командир может использовать одновременно три подобных устройства наблюдения, встроенных в его башне. «Cascavel» оснащен лазерным дальномером, размещенным на пушке со стабилизированной в обеих плоскостях системой управления огнём, которая позволяет выполнять стрельбу на ходу.
Основное внутреннее оборудование зависит от требований заказчика. Стандартный вариант автомобиля оснащен радиоприемником, устройством связи, пожаротушения. Существует возможность установки систем защиты от ядерного, биологического, химического оружия, кондиционера или обогревателя.

### Двигатели и трансмиссия
EE-9 «Cascavel» модификации Mk.II, III, IV рассчитаны на питание от 6V-53N V-образный 6-цилиндровых двигателей, разработанных «Детройт Дизель». Двигатель имеет максимальную мощность 212 высокого давления Автомобиль модификации Mk.V, VI, VII рассчитаны на питание от OM352A 190 л.с. дизельных двигателей, разработанных «Mercedes Benz». Все модификации оснащены же MT-643 автоматическая гидромеханическая трансмиссия, разработанная компанией США «Аллисон».

### Ходовая часть
Шасси «Cascavel» основано на колёсной формуле 6 × 6. Используются транспортные колёса с размерами 14,50 х 20 мм. Передние колёса имеют независимую подвеску на основе пружин и гидравлических амортизаторов. Задние оси тесно связаны по принципу «Бумеранг». Задняя ось Парэ с большим вертикальным ходом до 0,9 м. Колёса оснащены централизованной системой давления воздуха, что позволяет значительно увеличить проходимость. «Cascavel» справляется с 0,6 м вертикальным подъёмом, траншеями в 1 м глубиной и препятствиями 1 м шириной. Автомобиль не обладает способностью плавать.

## Состоит на вооружении

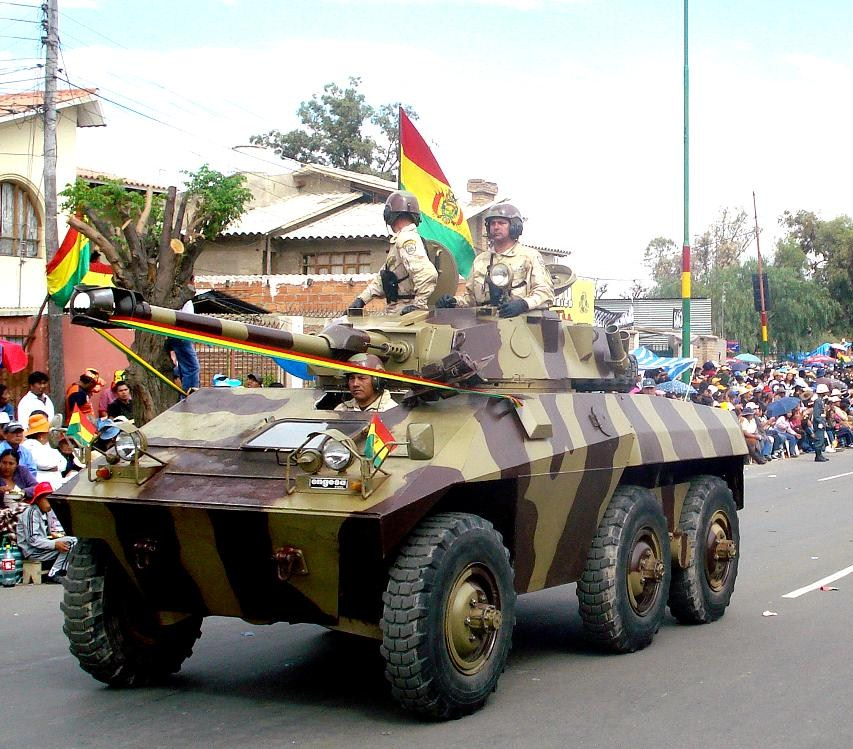
Engesa EE-9 Cascavel боливийской армии

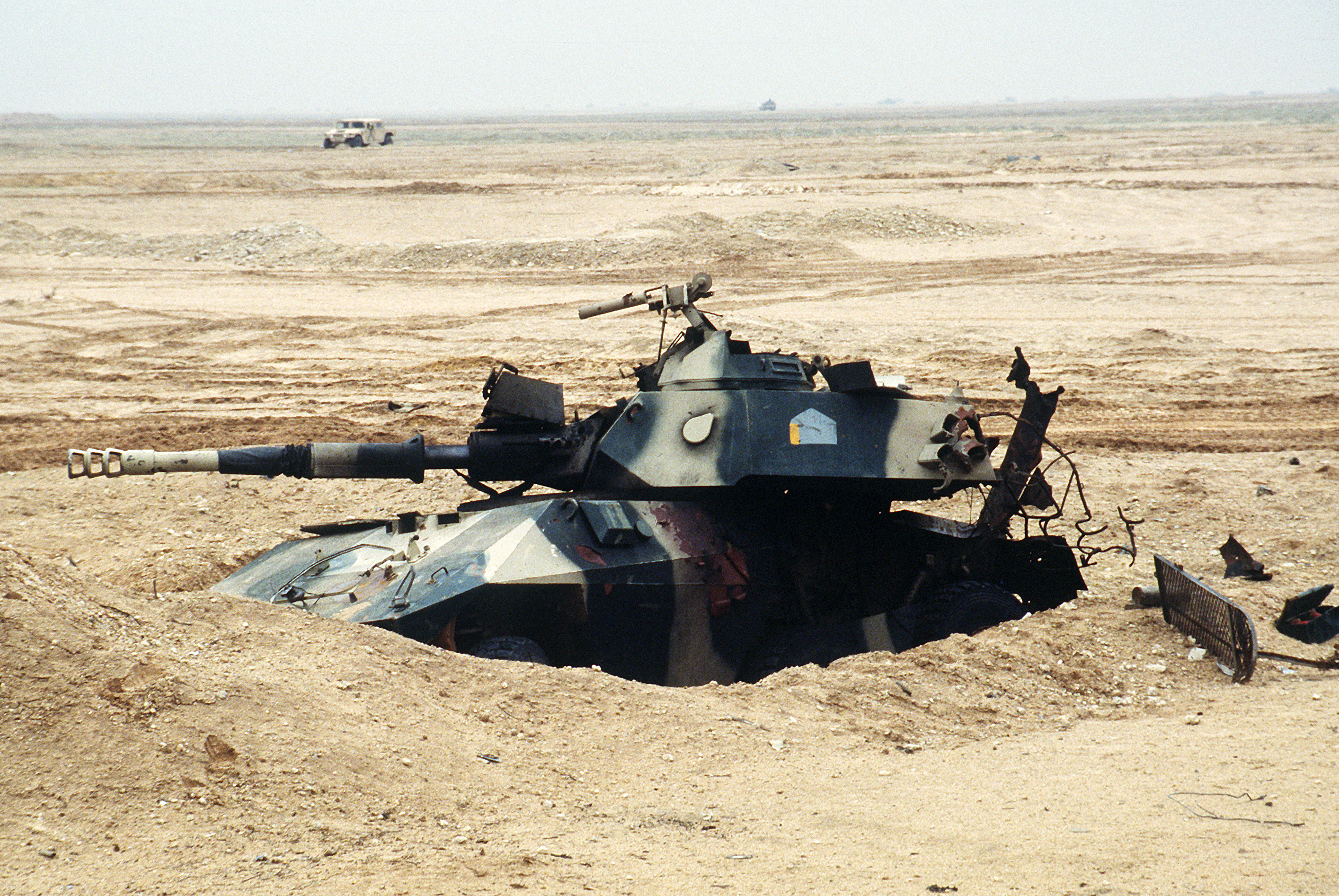
Engesa EE-9 Cascavel иракской армии, уничтоженная во время операции «Буря в пустыне»

| Государство                      | Вариант                       | Количество |
| -------------------------------- | ----------------------------- | ---------- |
| Боливия - сухопутные войска      | нет данных                    | 24         |
| Бразилия - сухопутные войска     | Cascavel Mk.II Cascavel Mk.IV | 408        |
| Буркина-Фасо - сухопутные войска | нет данных                    | 24         |
| Габон - сухопутные войска        | нет данных                    | 14         |
| Гана - сухопутные войска         | нет данных                    | 3          |
| Демократическая Республика Конго | нет данных                    | 19         |
| Зимбабве - сухопутные войска     | нет данных                    | 80         |
| Иран - сухопутные войска         | нет данных                    | 35         |
| Ирак - сухопутные войска         | нет данных                    | 35         |
| Катар - сухопутные войска        | нет данных                    | 20         |
| Кипр - сухопутные войска         | нет данных                    | 79         |
| Колумбия - сухопутные войска     | нет данных                    | 121        |
| Ливия - сухопутные войска        | нет данных                    | неизвестно |
| Мьянма - сухопутные войска       | нет данных                    | более 12   |
| Нигерия - сухопутные войска      | нет данных                    | 70         |
| Парагвай - сухопутные войска     | нет данных                    | 28         |
| Суринам - сухопутные войска      | нет данных                    | 6          |
| Того - сухопутные войска         | нет данных                    | 36         |
| Тунис - сухопутные войска        | нет данных                    | 24         |
| Уругвай - сухопутные войска      | нет данных                    | 15         |
| Чад - сухопутные войска          | нет данных                    | 20         |
| Чили - сухопутные войска         | нет данных                    | 50         |
| Эквадор - сухопутные войска      | нет данных                    | 32         |

## См.также
- VAPE
- Кентавр
- AMX-10RC
- Rooikat